# Walter Pfrimer
Walter Pfrimer (Marburg an der Drau, 22 de diciembre de 1881-Judenburg, 31 de mayo de 1968) fue un político austriaco, dirigente de la Heimwehr de Estiria. Capitaneó un fallido golpe de Estado en 1931.

## Orígenes y primeras actividades
Nació en Marburg an der Drau, entonces parte de la Estiria austrohúngara, el 22 de diciembre de 1881. Hijo de un comerciante de vinos, estudió Derecho en la Universidad de Graz, en la que obtuvo el doctorado en 1906. Durante su periodo de estudiante, había pertenecido a la Burschenschaft y había sido un ardiente partidario del  pangermanista y antisemita radical Georg Ritter von Schönerer. Una vez doctorado en 1906, instaló su despacho de abogacía en Graz y más tarde en Klagenfurt y Judenburg —desde 1913—. Permaneció en esta última localidad hasta su muerte en 1968.

## En la Heimwehr de Estiria
Durante la Primera Guerra Mundial, su mala salud le impidió participar en la contienda, salvo unos pocos meses de 1917. A finales de ese mismo año, se convirtió en presidente del Consejo de Pueblo Alemán, una asociación que incluía representantes de todos los partidos burgueses de la Alta Estiria. Responsable de seguridad de la asociación en la provincia, entró en contacto con las unidades civiles de autodefensa y se hizo con el mando de una de ellas, que convirtió en una fuerza bien entrenada y armada, libre de la influencia de los partidos políticos. Ya en el verano de 1918, acaudillaba su propia fuerza paramilitar. Contrario a la proclamación de la república y al sistema democrático de partidos, se opuso a que estos extendiesen su influencia a la Heimwehr. Tras la división de Estiria en dos tras la guerra mundial, fue uno de los habitantes de lengua alemana que abandonó la zona adjudicada a Yugoslavia y se instaló en la parte que conservó la nueva república austriaca. Su ingreso en las formaciones paramilitares fue típica de muchos de estos emigrantes.
Se convirtió pronto (1922) en dirigente de la Heimwehr local y obtuvo contribuciones financieras para el sostén de la formación de la Alpine Montangesellschaft, la mayor empresa de industria pesada del país. Fue uno de los dirigentes locales que se negó a la disolución de las bandas campesinas decretada por el dirigente socialista regional al mando de las fuerzas paramilitares surgidas en la posguerra y creó su propia unidad en el oeste de Estiria a finales de 1918. Su unidad era de las mejor armadas de la Heimwehr: sus armas provenían en parte del caudillo paramilitar de derechas Georg Escherich, bávaro, y del gobernador provincial Anton Rintelen. Se opuso, sin embargo, al sometimiento de su unidad, que representaba a los elementos más extremistas del nacionalismo alemán local, al control del Partido Socialcristiano, maniobra que intento el vicegobernador provincial en la primavera de 1920.
Después de unos meses de incómoda colaboración con el resto de formaciones conseguida gracias a la mediación de Rudolf Kanzler, enviado de Escherich, en la primavera de 1921 abandonó aquella y se mantuvo independiente de la organización rival de la provincia, situación que perduró hasta que a finales de 1927 resultó elegido jefe de la Heimwehr de toda la provincia. La ruptura se debió a la negativa de Pfrimer de someter las acciones de la organización al control de los tres partidos políticos burgueses que respaldaban a la Heimwehr en la provincia.
A finales de 1922, sus fuerzas, operando como auxiliares de la gendarmería de la región, lograron desbaratar una huelga de trabajadores, que protestaban por el arresto de miembros de la Arbeiterwehr que habían sido detenidos por participar en registros ilegales en busca de armas. El aplastamiento de la huelga resultó un triunfo para Pfrimer, que demostró que sus unidades podían enfrentarse a los socialistas. El suceso fue clave para permitirle hacerse con la jefatura de todas las unidades de la provincia el año siguiente, aunque el nombramiento oficial tuvo lugar más tarde, en 1927. Entre el otoño de 1923 y 1927, Pfrimer controló las unidades reacias a quedar sometidas al control del partido socialcristiano, que se habían dividido del resto en 1921. En diciembre de 1927, la corriente favorable a los socialcristianos, para entonces menor que la de Pfrimer, se unió a la de este. Desde entonces, Pfrimer encabezó una de las mayores y más poderosas formaciones paramilitares del país.
Fue el organizador de la primera gran manifestación de la Heimwehr en territorio favorable a los socialistas, la del 7 de octubre de 1928 en Wiener Neustadt, demostración de fuerza de la organización.

## Ideario político
Pfrimer defendía el pangermanismo y el ideario Völkische y utilizó  la cruz gamada como símbolo en sus unidades paramilitares. Imbuyó a las unidades de su región, que controlaba desde 1923, de un carácter antidemocrático, antisemita y favorable a la unión de Austria con Alemania. Al igual que su homólogo tirolés Richard Steidle, defendía el carácter fascista de la formación, a diferencia de otras secciones de la Heimwehr, más cercanas a las posiciones del Partido Socialcristiano. Los dos dirigentes se enemistaron por la acusación de Pfrimer a Steidle de ser demasiado tolerante con los judíos, a los que el primero deseaba tratar como una raza foránea. Pfrimer se alió con Ernst Rüdiger Starhemberg y coadyuvó en la sustitución de Steidle por el príncipe como jefe nacional de la Heimwehr en 1930. Enemigo decidido del socialismo, participó a menudo con sus unidades en violentos ataques a los miembros del Partido Socialdemócrata. Rechazaba asimismo el sistema democrático parlamentario, que consideraba ajeno al espíritu alemán. A diferencia de otros jefes de la formación y de los nacionalsocialistas, se oponía a la participación de la Heimwehr en las elecciones.

## Jefe nacional junto a Steidle
Sus unidades tuvieron un papel destacado en el aplastamiento de la huelga general proclamada por los socialistas durante la revuelta de julio de 1927: lograron desbaratar la huelga en Estiria. Defendió con ardor la toma del poder por la fuerza, pero tuvo que desechar la idea de marchar contra la capital por falta de apoyo gubernamental.
El 17 de julio de 1928, se lo eligió como segundo jefe de la formación —reconocimiento del poderío de las unidades estirias—; se convirtió en el principal el 2 de mayo de 1931, tras la renuncia de Starhemberg.

## Al frente de la Heimwehr
Pfrimer heredó de este una formación muy dividida, tanto en sus metas como en los medios para alcanzarlas. Las desavenencias entre los distintos dirigentes complicaba la transformación de la Heimwehr en partido político. En realidad, Pfrimer solo controlaba los grupos que se habían mantenido fieles a Starhemberg. Su periodo al frente de la organización estuvo marcado por la grave crisis financiera desatada por la quiebra del Creditanstalt y el fallido intento de unión aduanera austro-germana. Para entonces Pfrimer planeaba un golpe de Estado que eliminase el peligro de desintegración de la Heimwehr y le devolviese influencia política y para ello deseaba aprovechar el agravamiento de la crisis económica y el crecimiento del paro —en el invierno de 1931, más de trescientas mil personas carecían de empleo—. A pesar de no haber logrado la reconciliación con otras agrupaciones de la Heimwehr, continuó con los planes para hacerse con el poder por la fuerza, que se aceleraron a finales de agosto.

## Golpe de Estado fallido
Su nuevo lugarteniente, el conde Karl Othmar Lamberg, aceleró los preparativos, con la colaboración de varios funcionarios de la provincia como el responsable de la gendarmería regional, aunque parte de la organización se oponía a enfrentarse al Gobierno. Lamberg propuso utilizar una reunión socialista en una localidad de Estiria para crear disturbios que «obligasen» a movilizar a la Heimwehr y marchar contra la capital. Lamberg forzó el desencadenamiento del golpe al comunicar a los hombres que debían empezar los disturbios con los socialistas que no debían esperar ya el acto que estos preparaban al día siguiente, pues ya habían estallado los combates en una localidad estiria. La tarde del 12, persuadió de lo mismo al propio Pfrimer, que confirmó la orden de movilización para la noche. Pfrimer asumió los poderes legislativo y ejecutivo, el mando del Ejército e implantó la ley marcial. De acuerdo a un plan trazado años antes, las unidades estirias de la Heimwehr se desplegaron antes de la medianoche. A estas debían unirse las de la Baja Austria en cuanto aquellas cruzasen el Paso de Semmering. Las de las demás provincias debían quedar en alerta, listas para actuar. El plan contaba asimismo con la pasividad del Ejército, la colaboración de grupos afines húngaros y suponía que únicamente la Liga de Defensa Republicana se opondría al golpe.
Así, el 12 de septiembre, con el apoyo de la Alpine Montangesellschaft y otras industrias locales y la complicidad tácita del gobernador provincial Anton Rintelen, sus unidades se rebelaron en la provincia y a continuación trataron de marchar sobre la capital, imitando la «marcha sobre Roma» de Benito Mussolini —que se opuso al golpe—; la maniobra resultó un desastre y Pfrimer  se convirtió en motivo de mofa, apodándosele el «dictador del medio día», por lo poco que se había tardado en desbaratar su intentona.
La madrugada del 13 de septiembre, un dirigente socialista de Bruck an der Mur informó al partido en la capital del alzamiento: este lo comunicó de inmediato al canciller federal y exigió al Gobierno que aplastase la maniobra de inmediato. Pfrimer logró tomar el control de varias poblaciones estirias y rodear la capital regional, Graz. La reacción gubernamental, sin embargo, fue lenta, y durante varias horas los rebeldes controlaron parte de Estiria e incluso la capital regional, Graz. Las tropas motorizadas, junto con la policía y la gendarmería local, expulsaron a las fuerzas de Pfrimer de las localidades que habían capturado. Las unidades del Ejército, no obstante, tenían órdenes de tratar con gran consideración a los golpistas y de no utilizar las armas a menos que fuese inevitable. Sin la cooperación del resto de fuerzas de la Heimwehr y solo con el de algunas unidades de la gendarmería, Pfrimer se encontró pronto aislado: entre las nueve y las diez del domingo 13, dio orden de poner fin a la intentona golpista y abandonó el país.
El mismo tiempo, los socialistas reclamaron de nuevo que el Gobierno actuase, amenazando si no lo hacía con emplear sus propias fuerzas. Rintelen sugirió al canciller que otorgase una amnistía a los alzados para acabar más rápidamente con la crisis, pero los ministros encargados de las fuerzas de seguridad se negaron y lo convencieron de enviar al ejército que, no obstante, avanzó muy lentamente, lo que permitió que los rebeldes se retirasen y escondiesen sus armas. El Gobierno, enfrascado en delicadas negociaciones para obtener un crédito internacional, optó por desbaratar el golpe. En el resto de provincias, los dirigentes de la Heimwehr desoyeron las órdenes de Pfrimer y no participaron en la acción. Alrededor del mediodía Pfrimer dimitió como jefe nacional de la organización y se dio orden de que las unidades se disolviesen. Hacia las diez de la noche el Gobierno había recuperado por completo el control de la provincia.
El golpe no había contado con el apoyo del resto de caudillos regionales de la Heimwehr y el proyecto estuvo tan mal organizado que el débil Gobierno de Karl Buresch no tuvo problemas en frustrarlo. Pfrimer, convencido de la oportunidad del momento por la derrota electoral del invierno de 1930, en la que las candidaturas de la Heimwehr apenas habían logrado el 6,16 % de los sufragios, necesitado de un golpe de mano que mantuviese la cohesión de su organización tras años de amagar con la toma del poder y confiando en que contaría con la connivencia de elementos en los Gobiernos provincial y federal, había tratado en vano de tomar el poder.
La represión gubernamental fue muy limitada: aunque en los primeros días hubo numerosos arrestos, las autoridades se negaron a prohibir a las unidades que habían participado en el golpe y a desarmarlas.

## Últimos años
Pfrimer, objeto de cierta burla en el país por su pobre oratoria, su sordera, su obesidad y calvicie, vio su reputación dañada definitivamente por el fracaso del golpe. Este supuso una mengua del crédito de la Heimwehr; parte de sus miembros abandonaron la formación y se pasaron al partido nacionalsocialista. Pfrimer, por su parte, huyó a Yugoslavia, aunque posteriormente volvió a Austria a comienzos de diciembre de 1931, donde se lo juzgó por traición; sorprendentemente, se le absolvió de todos los cargos el 18 de diciembre. Las autoridades juzgaron a muy pocos de los que habían participado en la acción, y la mayoría recibió condenas cortas, quizá por la intercesión italiana: este país temía que alguno de los acusados desvelase las maquinaciones italianas durante los años anteriores. Los golpistas contaban además con amplias simpatías entre la población de Estiria y con la del gobernador Rintelen, que testificó en su favor.
Tres semanas después del golpe de Estado, nacionalsocialistas y miembros de la Heimwehr de Estiria habían comenzado ya a negociar la unión entre los dos grupos. El 8 de mayo de 1932, Pfrimer abandonó la Heimwehr y pasó a acaudillar su propia organización, que acabó absorbida por la nacionalsocialista. En 1933, se alió con los nacionalsocialistas; sus unidades quedaron pronto absorbidas por este movimiento ─en abril─ y Pfrimer se convirtió en un decidido defensor del Anschluss. Se afilió al partido nazi el 24 de febrero de 1933. Abandonó la actividad paramilitar y retomó la abogacía cuando su unidad, estrechamente aliada con los nacionalsocialistas, fue prohibida por el Gobierno en junio de 1933. Cuando finalmente se consumó la unión con Alemania en 1938, recuperó parte de la relevancia anterior e ingresó en el Reichstag.
Después de la liberación del país por los Aliados, los británicos lo hicieron prisionero y pasó más de un año encarcelado. Tras ser liberado retomó su actividad como abogado en Judenburg y vivió ajeno a la política hasta su muerte.